# Frank Caprice
Frank Caprice (Hamilton, Ontario; 2 de mayo de 1962 – 7 de mayo de 2025) fue un jugador de hockey sobre hielo canadiense que jugó en la posición de guardameta.

## Estadísticas
| 1979–80    | London Knights         | OMJHL      | 18  | 3  | 7  | 3  | 919  | 74  | 1 | 4.84 | —    | 3 | 1 | 1 | 94  | 10 | 0 | 4.50 | — |
| 1980–81    | London Knights         | OHL        | 42  | 11 | 26 | 0  | 2171 | 190 | 0 | 5.25 | —    | — | — | — | —   | —  | — | —    | — |
| 1981–82    | London Knights         | OHL        | 45  | 24 | 17 | 2  | 2614 | 196 | 0 | 4.50 | —    | 4 | 1 | 3 | 240 | 18 | 0 | 4.50 | — |
| 1981–82    | Dallas Black Hawks     | CHL        | 3   | 0  | 3  | 0  | 178  | 19  | 0 | 6.40 | —    | — | — | — | —   | —  | — | —    | — |
| 1982–83    | Vancouver Canucks      | NHL        | 1   | 0  | 0  | 0  | 19   | 3   | 0 | 9.52 | .625 | — | — | — | —   | —  | — | —    | — |
| 1982–83    | Fredericton Express    | AHL        | 14  | 5  | 8  | 1  | 819  | 50  | 0 | 3.67 | —    | — | — | — | —   | —  | — | —    | — |
| 1983–84    | Vancouver Canucks      | NHL        | 19  | 8  | 8  | 2  | 1094 | 62  | 1 | 3.40 | .882 | — | — | — | —   | —  | — | —    | — |
| 1983–84    | Fredericton Express    | AHL        | 18  | 11 | 5  | 2  | 1089 | 49  | 2 | 2.70 | —    | — | — | — | —   | —  | — | —    | — |
| 1984–85    | Vancouver Canucks      | NHL        | 28  | 8  | 14 | 3  | 1513 | 122 | 0 | 4.84 | .850 | — | — | — | —   | —  | — | —    | — |
| 1985–86    | Vancouver Canucks      | NHL        | 7   | 0  | 3  | 2  | 308  | 28  | 0 | 5.46 | .819 | — | — | — | —   | —  | — | —    | — |
| 1985–86    | Fredericton Express    | AHL        | 26  | 12 | 11 | 2  | 1526 | 109 | 0 | 4.29 | —    | 6 | 2 | 4 | 333 | 22 | 0 | 3.96 | — |
| 1986–87    | Vancouver Canucks      | NHL        | 25  | 8  | 11 | 2  | 1386 | 88  | 0 | 3.81 | .863 | — | — | — | —   | —  | — | —    | — |
| 1986–87    | Fredericton Express    | AHL        | 12  | 5  | 5  | 0  | 686  | 47  | 0 | 4.11 | —    | — | — | — | —   | —  | — | —    | — |
| 1987–88    | Vancouver Canucks      | NHL        | 22  | 7  | 10 | 2  | 1246 | 87  | 0 | 4.19 | .861 | — | — | — | —   | —  | — | —    | — |
| 1988–89    | Milwaukee Admirals     | IHL        | 39  | 24 | 12 | 0  | 2204 | 143 | 2 | 3.89 | —    | 2 | 0 | 1 | 91  | 5  | 0 | 3.30 | — |
| 1989–90    | Maine Mariners         | AHL        | 10  | 2  | 6  | 1  | 550  | 46  | 0 | 5.02 | —    | — | — | — | —   | —  | — | —    | — |
| 1989–90    | Milwaukee Admirals     | IHL        | 20  | 8  | 6  | 3  | 1098 | 78  | 0 | 4.26 | —    | 3 | 0 | 2 | 142 | 10 | 0 | 4.23 | — |
| 1992–93    | HC Gardena             | ITA        | 19  | —  | —  | —  | 1140 | 93  | — | 4.89 | —    | — | — | — | —   | —  | — | —    | — |
| 1993–94    | HC Gardena             | ITA        | 22  | —  | —  | —  | 1204 | 100 | — | 4.98 | —    | — | — | — | —   | —  | — | —    | — |
| 1994–95    | HC Gardena             | ITA        | 10  | —  | —  | —  | —    | —   | — | —    | —    | — | — | — | —   | —  | — | —    | — |
| 1995–96    | HC Gardena             | ITA        | 36  | —  | —  | —  | 1678 | 100 | — | 3.58 | —    | — | — | — | —   | —  | — | —    | — |
| 1996–97    | Cardiff Devils         | BISL       | 7   | 7  | 0  | 0  | 430  | 14  | 1 | 1.95 | —    | 1 | — | — | 60  | 3  | 0 | 3.00 | — |
| 1997–98    | Cardiff Devils         | BISL       | 8   | —  | —  | —  | 480  | 16  | 1 | 2.00 | —    | 2 | — | — | 120 | 4  | — | 2.00 | — |
| 1994–95    | HC Gardena             | ITA        | 10  | —  | —  | —  | —    | —   | — | —    | —    | — | — | — | —   | —  | — | —    | — |
| 1998–99    | Corpus Christi IceRays | WPHL       | 15  | 9  | 5  | 1  | 847  | 48  | 0 | 3.40 | .883 | — | — | — | —   | —  | — | —    | — |
| 1998–99    | Ayr Scottish Eagles    | BISL       | 7   | 2  | 5  | 0  | 391  | 24  | 0 | 3.49 | —    | 4 | 0 | 3 | 210 | 11 | 0 | 3.14 | — |
| NHL totals | NHL totals             | NHL totals | 102 | 31 | 46 | 11 | 5567 | 390 | 1 | 4.20 | .859 | — | — | — | —   | —  | — | —    | — |